# Pandiborellius insularis
Espèce
Pandiborellius insularis est une espèce de scorpions de la famille des Scorpionidae.

## Distribution
Cette espèce est endémique de l'archipel des Dahlak en Érythrée. Elle se rencontre sur Dissei.

## Description
Le mâle holotype mesure 106,35 mm et la femelle paratype 116,10 mm.

## Publication originale
- Kovařík, Lowe, Soleglad & Plíšková, 2017 : Scorpions of the Horn of Africa (Arachnida: Scorpiones). Part X. Pandiborellius stat. n. and Pandinurus (Scorpionidae) with Description of Four New Species from Eritrea and Ethiopia, and Review of Pandinus Sensu Lato Taxonomy. Euscorpius, no 238, p. 1-103 (texte intégral).